# ジーザーン
ジーザーン（アラビア語:جيزان）とは、サウジアラビアジーザーン州の州都。

## 歴史
2018年、隣国イエメンの反政府勢力フーシが発射した弾道ミサイルが市内に飛来した。

## 地理
ジーザーンはサウジアラビア南西部に位置する都市で紅海に面しており、陸地側から見れば農業地帯の奥地に存在する都市である。海を挟んでファラサーン諸島が隣接している。また、マンゴーやイチジク、パパイヤ等の果物の栽培が盛んで、進んだ技術が導入されている。
交通では、5号線が市内を通っており、国内北部やイエメン方面へ自動車で向かう事が出来る。また、市の東側にはジーザーン地方空港があり、航空機も利用出来る。
ジーザーンの中のサムタフ地区にはサムタフ総合病院が所在し、湾岸戦争時から開業していた病院として知られている。

## 民族
ジーザーンの住民はアラブ系とアフリカ系の人が多いが、アフリカ系の人はソマリ人とエリトリア人が特に多い。また、宗教はイスラム教スンナ派のシャーフィイー学派が広く信仰されている。